# Mitridat I. Pontski
Mitridat I. Ktist (starogrško Mιθριδάτης Kτίστης, latinizirano: Mithridates Ktistes, dob. 'Mitridat Graditelj'), znan tudi kot Mitridat III. Kioški je bil perzijski plemič in ustanovitelj Pontskega kraljestva v severni Anatoliji, * 330. leta pr. n. št., † 266 pr. n. št.
Leta 302 ali 301 pr. n. št., kmalu potem, ko je usmrtil mladeničevega očeta in predhodnika Mitridata II. Kioškega, je diadoh Antigon I. Monoftalm postal sumničav glede njegovega sina, ki je podedoval družinsko gospostvo Kios, in je nameraval mladeniča ubiti. Mitridata je  Demetrij Poliorket pravočasno obvestil o Antigonovih namerah in Mitridat je z nekaj privrženci pobegnil v Paflagonijo, kjer je zasedel močno trdnjavo Kimiato. Pridružili so se mu številni vojaki iz različnih koncev Anatolije. Postopoma je razširil svojo oblast v Pontu ter ustvaril temelje novega kraljestva, ki je nastalo okoli leta 281 pr. n. št., ko je Mitridat prevzel naziv basileus (kralj). Isto leto je sklenil zavezništvo s Pontsko Heraklejo v Bitiniji, da bi se zavaroval pred Selevkom I. Nikatorjem. V kasnejšem obdobju je Mitridat pridobil podporo Galcev, ki so se kasneje za stalno naselili v Anatoliji. Z njihovo pomočjo je nameraval streti vojsko, ki jo je iz Egipta poslal Ptolemaj I. Soter.
Vladal je štirideset let. Zdi se, da je bil pokopan v kraljevem grobnici blizu  Amazije. Ob njem so bili pokopani vsi kasnejši pontski kralji do padca Sinopa leta 183 pr. Nasledil ga je sin Ariobarzan.  
Po Apijanu  je bil osmi naslednik prvega satrapa Ponta, ki ga je imenoval Darej Veliki, in šesti po Mitridatu Eupatorju. Oba podatka sta sporna, saj Plutarh piše, da je pred rimsko osvojitvijo Ponta v kraljestvu vladalo osem generacij pontskih kraljev. 